# 堀尾昭子
堀尾 昭子（ほりお あきこ、1937年（昭和12年） - ）は、日本の関西を中心に活動する美術家。1968年、前衛美術グループ〈具体美術協会〉の会員となり、1972年の解散まで在籍した。木や鉄枠等に、透明感のあるアクリル板や鏡を組み合わせた作品を多く手掛ける。夫は同じ〈具体〉会員の堀尾貞治。

## 略歴
1937年、徳島市に生れる。1959年、徳島大学医学部付属高等看護学校を卒業。看護師として徳島大学医学部付属病院に、次いで兵庫県ガンセンターに勤務する。
1962年頃から作品制作を始め、1967年「具体新人展」に出品、翌1968年に〈具体美術協会〉会員となる。木や紙といった簡素な素材を用いた、箱型の立体作品を発表。大規模なパフォーマンスや実験的な作品が多く登場する同協会において、両手で抱えられるほどのサイズと重量の作品は異色とされる。紙特有の柔らかい曲線で仕切った箱の造形は、シンプルな構成でありながら豊かな空間の広がりを示唆しており、箱に塗られた淡いピンクやグリーンの清潔感のある色彩も特筆される。
1970年〈芦屋市美術協会〉会員となる。1972年の〈具体〉解散後も、大阪の信濃橋画廊ほかでの個展や、京阪神のグループ展を中心に活動。木や紙、鏡のほか、一本の針金や、ペンで引かれた一本の線など、身の回りの素材の組み合わせで光の反射や陰影の効果をとらえた作品を展開した。
後年は動物福祉にも力を注ぎ、1988年 「動物実験の廃止を求める会（JAVA）」、1995-2013年 「地球生物会議」兵庫支部代表として活動した。
2019年、夫・貞治の前年の死を受けて、「堀尾貞治・昭子の世界」展を神戸わたくし美術館で開催した。

## 主要展覧会
- 1999 静謐の美 － 芦屋市立美術博物館
- 2000 芦屋の美術 － 芦屋市立美術博物館
- 2003 ワレモノ注意 － 芦屋市立美術博物館
- 2004 「具体」回顧展 － 兵庫県立美術館
- 2005 前衛の女性 1950-1975 － 栃木県立美術館
- 2012 「具体」－ニッポンの前衛 18 年の軌跡 － 国立新美術館
- 2020 「芦屋の時間」大コレクション展 － 芦屋市立美術博物館
- 2021 「今こそGUTAI」県美の具体コレクション － 兵庫県立美術館